# 김대희 (바둑 기사)
김대희(金大熙, 1989년 8월 15일 ~ )는 대한민국의 바둑 기사이다. 김수진과 남매 사이이다.

## 약력
안관욱 문하에서 바둑을 배웠으며 2003년 입단했다. 2007년 제17기 비씨카드배 신인왕전과 제3회 원익배 십단전 본선에 올랐다. 2008년 제12회 SK가스배 신예프로10걸전 본선과 2008 한국바둑리그 본선에 각각 진출했으며, 2009년 제28기 KBS바둑왕전 본선에 진출했다. 2015년 3월에 6단으로 승단하였다. 2018년 7단으로 승단했다.